# Platycerium angolense
Platycerium angolense là một loài thực vật có mạch trong họ Polypodiaceae. Loài này được Welw. ex Hook. miêu tả khoa học đầu tiên năm 1868.